# Merovejské písmo

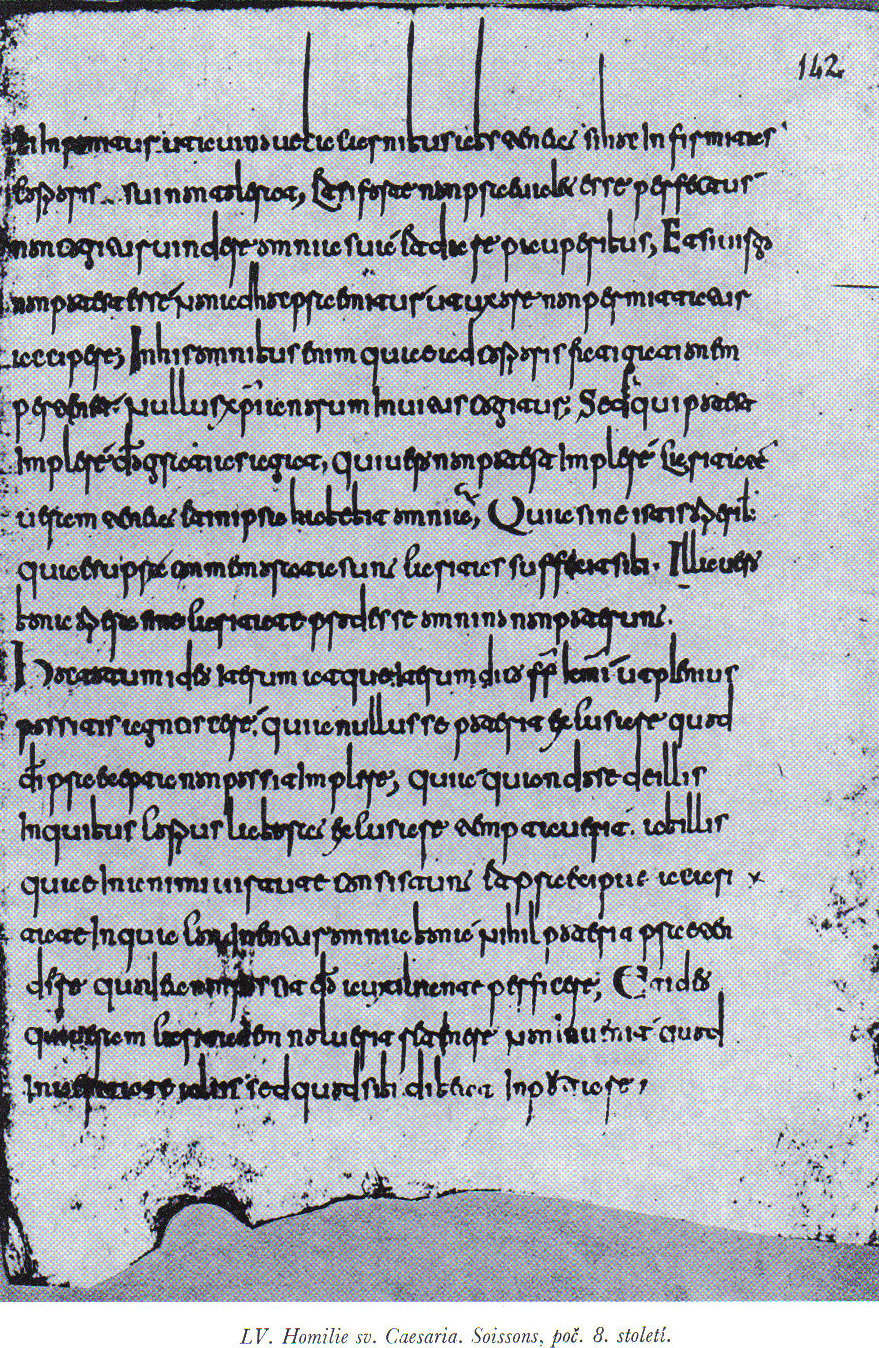
Ukázka Merovejské minuskuly tzv. Leutharova typu v Homiliích sv. Caesaria z počátku 8. století

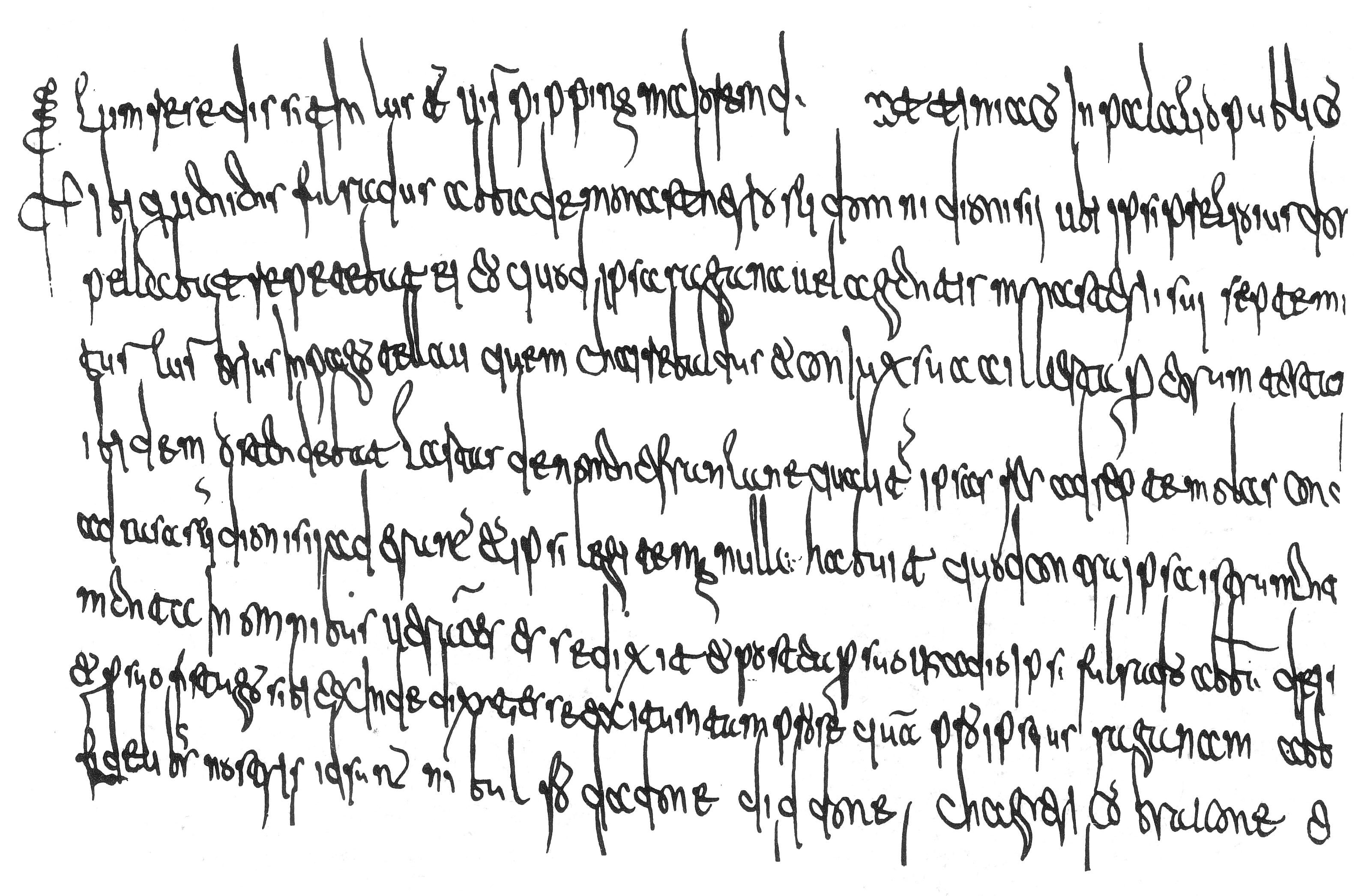
Ukázka merovejského písma na Fragmentu listiny ze dne 20. června 751

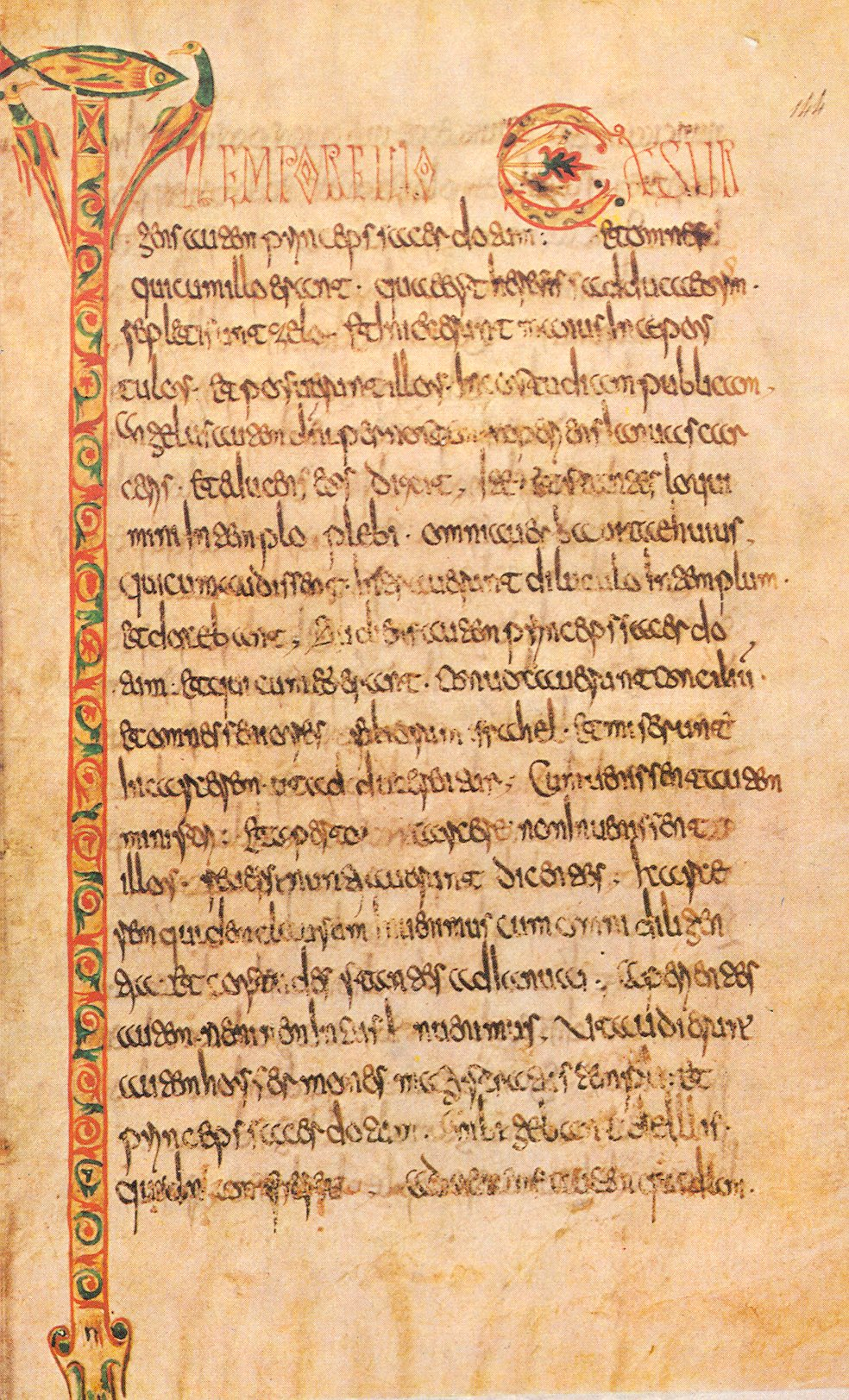
Ukázka tzv. luxeuilského typu

Merovejské písmo je jedno z tzv. národních písem, které se užívalo na území dnešní Francie od 6. do 9. století.

## Charakter písma
Homogennější merovejskou kurzívou byly psány především listiny, které se vyznačují charakteristickými dlouhými zesílenými dříky. Jednou z nejstarších památek tohoto písma je diplom krále Childeberta III. z roku 695 nebo listiny z kláštera Saint Denis u Paříže. 
Zkratkový repertoár charakterizuje nadměrná skromnost. Zato se však zde vyskytuje spousta ligatur, které spojují nejen dvě či více písmen dohromady, ale dochází dokonce ke sloučení liter sousedních slov, což zapříčiňuje značnou obtížnost při čtení. Tuto nevýhodu navíc podporuje neuspořádaný obraz písma. Ačkoliv jsou ve většině případů litery reverzivní, tato poloha se nezachovávala důsledně, proto se v textech objevují také litery nakloněné vpravo nebo dokonce vzpřímené. K typickým literám merovejské kurzívy patří otevřená forma litery „a“, které se velmi nápadně podobá písmenu „u“. Jindy má podobu spojení „cc“, „ic“ či „oc“. Grafém „c“ je tvořen dvěma „c“ postavenými na sobě, pata litery „t“ se velmi silně ohýbá vpravo a břevno směrem dolů, čímž vytváří bříško. Vzniká tím tvar podobný uzavřenému „a“. Od 8. století dochází k větší pravidelnosti písma. V listinách se prvky karolinské minuskuly prosazují později než v kodexech. U královských písemností se setkáváme se zvětšenými literami na prvním řádku, což je starý antický zvyk z římských provincií.

## Historie

### Počátky
Přibližně na území dnešní Francie v kanceláři Merovejců a prvních Karlovců se užívalo zvláštního typu kurzivního písma, které se dnes označuje jako Merovejské. Zpočátku se vyskytovalo pouze v královských písemnostech, později se však objevuje v pozměněné formě i v knihách a soukromých listinách. Jako většina národních písem vzniklo z mladší římské kurzívy. Nelze však hovořit o jednotném písmu – působila zde spousta vnějších vlivů a tak se vyskytují v různých koutech království odlišné varianty.

### Kláštery a jejich vliv na vývoj písma
Nejdůležitějšími centry knižního písma, které vzniklo podobně jako kurzíva v 6. století, se v tomto období staly kláštery Corbie, Laon a Luxeuil. Za nejstarší doklad jsou považovány homilie sv. Avita, biskupa v Laonu. Knižní variantu charakterizuje větší uspořádanost písmového obrazu než u listin, nenacházíme zde velké množství ligatur a také jednotlivé litery mají pravidelnější tvary. Přesto si však zachovává svůj kurzivní ráz, který se začíná měnit až pod vlivem nastupující karolinské minuskuly, která v 9. století zcela vytlačila merovejské písmo z kodexů. V každém výše zmíněném klášteře lze spatřit různé varianty merovejské minuskuly. 

#### Luxeuil
Tzv. „a typ“ z opatství Luxeuil, založené irským mnichem Kolumbánem v 6. století, se vyznačuje především otevřenou formou litery „a“, která je tvořena dvěma tahy – obloukovitým a lomeným. Převažuje zde tendence k vertikalitě a i přes snahu o potlačení kurzivních prvků a nepravidelných ligatur působí celkový obraz písma těžkopádně a nepravidelně. Reprezentantem tohoto typu písma je tzv. Lekcionář luxeuilský z druhé poloviny 7. století. 

#### Laon
Dalším představitelem knižního merovejského písma je tzv. „az typ“ z kláštera Laon. Na rozdíl od luxeuilské varianty jsou jednotlivé litery užší a delší. Laonskou minuskulu reprezentují: litera „a“, která se skládá ze dvou lomených tahů; horní část písmene „g“, která má podobu trojúhelníku; zvláštní podoba „z“.  

#### Corbie
Důležitým centrem merovejského písemnictví je také klášter Corbie, založený ve druhé polovině 7. století franskou královnou Bathildou. Písařskou činnost zde můžeme doložit již v roce 661. Nejstarší typ písma z Corbie je tzv. „b typ“, známý z pěti rukopisů z první poloviny 8. století. Jako už vypovídá samotné označení, charakterizuje jej litera „b“ s otevřeným bříškem a uprostřed dříku připojujícím se horizontálním tahem. Tzv. „ab typ“, nebo také jinak označovaný jako Leutharův typ, se vyznačuje zvláštní formou litery „a“, která je složena z horizontálního tahu a písmene „c“. Dále užívá i starší podobu „b“ prvního typu. „D“ se zde vyskytuje ve své polounciální nebo kurzivní podobě. 
Posledním typem je tzv. „e-N-a typ“, jinak také zvaný Maudramnův typ. Je znám z několika rukopisů z 8. století. Má unciální „e“, „N“ a otevřené „a“. 
Do dnešního dne se vedou spory ohledně správné datace těchto tří typů minuskuly z Corbie. Podle Giulia Batelliho je nejmladší „ab“ typ, naopak Ludvík Traube jej považoval za nejstarší. Hana Pátková se domnívá, že se užíval v letech 780–830.